# Grand Prix Formule 1 van Canada 1977
De Grand Prix Formule 1 van Canada 1977 werd gehouden op 9 oktober 1977 in Mosport Park.

## Uitslag
| Positie | Nummer | Rijder                | Team               | Ronden | Tijd/Opgave    | Startplaats | Punten |
| ------- | ------ | --------------------- | ------------------ | ------ | -------------- | ----------- | ------ |
| 1       | 20     | Jody Scheckter        | Wolf-Ford          | 80     | 1:40:00.0      | 9           | 9      |
| 2       | 4      | Patrick Depailler     | Tyrrell-Ford       | 80     | +6,77 s        | 6           | 6      |
| 3       | 2      | Jochen Mass           | McLaren-Ford       | 80     | +15,76 s       | 5           | 4      |
| 4       | 17     | Alan Jones            | Shadow-Ford        | 80     | +46,69 s       | 7           | 3      |
| 5       | 23     | Patrick Tambay        | Ensign-Ford        | 80     | +1:03.26       | 16          | 2      |
| 6       | 19     | Vittorio Brambilla    | Surtees-Ford       | 78     | Ongeluk        | 15          | 1      |
| 7       | 14     | Danny Ongais          | Penske-Ford        | 78     | +2 Ronden      | 22          |        |
| 8       | 9      | Alex Ribeiro          | March-Ford         | 78     | +2 Ronden      | 23          |        |
| 9       | 5      | Mario Andretti        | Lotus-Ford         | 77     | Motor          | 1           |        |
| 10      | 16     | Riccardo Patrese      | Shadow-Ford        | 76     | Spin           | 8           |        |
| 11      | 30     | Brett Lunger          | McLaren-Ford       | 76     | Motor          | 20          |        |
| 12      | 21     | Gilles Villeneuve     | Ferrari            | 76     | Transmissie    | 17          |        |
| NF      | 1      | James Hunt            | McLaren-Ford       | 61     | Ongeluk        | 2           |        |
| NF      | 27     | Patrick Neve          | March-Ford         | 56     | Motor          | 21          |        |
| NF      | 3      | Ronnie Peterson       | Tyrrell-Ford       | 34     | Brandstoflek   | 3           |        |
| NF      | 24     | Rupert Keegan         | Hesketh-Ford       | 32     | Ongeluk        | 25          |        |
| NF      | 18     | Hans Binder           | Surtees-Ford       | 31     | Ongeluk        | 24          |        |
| NF      | 10     | Ian Scheckter         | March-Ford         | 29     | Motor          | 18          |        |
| NF      | 28     | Emerson Fittipaldi    | Fittipaldi-Ford    | 29     | Motor          | 19          |        |
| NF      | 12     | Carlos Reutemann      | Ferrari            | 20     | Benzinesysteem | 12          |        |
| NF      | 8      | Hans Joachim Stuck    | Brabham-Alfa Romeo | 19     | Motor          | 13          |        |
| NF      | 6      | Gunnar Nilsson        | Lotus-Ford         | 17     | Ongeluk        | 4           |        |
| NF      | 26     | Jacques Laffite       | Ligier-Matra       | 12     | Transmissie    | 11          |        |
| NF      | 7      | John Watson           | Brabham-Alfa Romeo | 1      | Ophanging      | 10          |        |
| NF      | 22     | Clay Regazzoni        | Ensign-Ford        | 0      | Ongeluk        | 14          |        |
| NS      | 25     | Ian Ashley            | Hesketh-Ford       |        | Blessure       |             |        |
| NQ      | 15     | Jean-Pierre Jabouille | Renault            |        |                |             |        |

## Statistieken
| Pole-position | Mario Andretti | Lotus-Ford | 1:11.385 |
| Snelste ronde | Mario Andretti | Lotus-Ford | 1:13.299 |

## Noot
- Dit was de honderdste Grand Prix-start voor Clay Regazzoni. Regazzoni was daarmee de negende coureur die minstens 100 races had gereden.
- Honderdste Grand Prix-start voor een Zuid-Afrikaanse coureur.
- Niki Lauda was na afloop van dit Grand Prix-weekend voor de 34ste keer de leider van het wereldkampioenschap en hiermee vestigde hij een nieuw record. Hij verbrak het oude record van Jackie Stewart (33), gevestigd tijdens de Grote Prijs van de Verenigde Staten van 1973.

1967 · 1968 · 1969 · 1970 · 1971 · 1972 · 1973 · 1974 · 1976 · 1977 · 1978 · 1979 · 1980 · 1981 · 1982 · 1983 · 1984 · 1985 · 1986 · 1988 · 1989 · 1990 · 1991 · 1992 · 1993 · 1994 · 1995 · 1996 · 1997 · 1998 · 1999 · 2000 · 2001 · 2002 · 2003 · 2004 · 2005 · 2006 · 2007 · 2008 · 2010 · 2011 · 2012 · 2013 · 2014 · 2015 · 2016 · 2017 · 2018 · 2019 · 2022 · 2023 · 2024 · 2025 · 2026 · 2027 · 2028 · 2029